# Вякирево
Вякирево — деревня в Угличском районе Ярославской области России. 
В рамках организации местного самоуправления входит в Ильинское сельское поселение, в рамках административно-территориального устройства является административным центром Путчинского сельского округа.

## География
Расположена на левом берегу реки Сабля (притоке Нерли), в 43 километрах к югу (по прямой) от центра города Углича.

## Население
| 2007 | 2010 |
| ---- | ---- |
| 123  | ↘115 |

Согласно результатам переписи 2002 года, в национальной структуре населения русские составляли 100 % от всех жителей.